# Who's Sorry Now?
Who's Sorry Now? is een Amerikaans lied dat uit 1923, met muziek geschreven door Ted Snyder en teksten door Bert Kalmar en Harry Ruby. Het nummer werd oorspronkelijk opgenomen door Isham Jones in 1923 en kende verschillende andere populaire versies dat jaar, waaronder uitvoeringen door Marion Harris en Irving Kaufman.
Het lied kreeg hernieuwde bekendheid toen Connie Francis het in 1957 opnam. Voor Francis betekende het nummer een doorbraak in haar muzikale carrière. Het werd uitgebracht als een single met "You Were Only Fooling (While I Was Falling In Love)" als B-kant en bereikte nummer 4 op de Billboard Hot 100 in maart 1958. Het nummer werd ook een nummer 1-hit in het Verenigd Koninkrijk en vestigde zich als het kenmerkende nummer van Connie Francis. Het wordt vaak beschouwd als een klassieker in de populaire muziekgeschiedenis.